# Heinrich Straumann

Heinrich Straumann, 1951

Heinrich Straumann (* 22. September 1902 in Bellinzona; † 26. Februar 1991 in Zollikon) war ein Schweizer Anglist und Hochschullehrer. Er war Professor für englische Sprache und Literatur an der Universität Zürich.

## Leben
Heinrich Straumann, Sohn eines Maschineningenieurs, absolvierte die Kantonsschule Zürich, studierte zwischen 1921 und 1927 Germanistik, Anglistik und Musikwissenschaft an den Universitäten Zürich, Berlin und Aberdeen und promovierte an der Universität Zürich bei Emil Ermatinger. Anschliessend unterrichtete Straumann ein Jahr am Lyceum Alpinum Zuoz und von 1928 bis 1938 an der Kantonsschule Aarau. 1933 habilitierte er sich an der Universität Zürich für englische Philologie. Seine Habilitationsschrift «Newspaper headlines», für die er 1931 einige Monate in London recherchiert hatte, gilt als Pionierwerk der Linguistik. Straumann wurde 1938 zum Ordinarius für englische Sprache und Literatur an der Universität Zürich ernannt, als Nachfolger seines vorzeitig verstorbenen Lehrers Bernhard Fehr.
1949 erreichte er als Dekan der philologischen Fakultät die Schaffung des Zürcher Lehrstuhls für den Komponisten Paul Hindemith und gehörte nach dessen Tod zum ersten Stiftungsrat der Hindemith-Stiftung.
Von 1960 bis 1962 war er Rektor und von 1955 bis 1963 Mitglied des Erziehungsrats des Kantons Zürich. Er war nach Aufenthalten in USA 1937 und 1947 einer der Pioniere der Amerikanistik in Europa und initiierte die Gründung der Zürcher Nordamerikabibliothek im Jahr 1970. Sein Buch American Literature in the Twentieth Century erschien in mehreren Auflagen und wurde auch auf Spanisch, Italienisch und Japanisch übersetzt.
Straumann legte auch viel Wert auf direkten Kontakt mit bedeutenden englischsprachigen Schriftstellern mehrerer Generationen, von John Galsworthy bis William Golding, mit dem er gut befreundet war. Am 15. Januar 1941 hielt er in Zürich-Fluntern die Totenrede für James Joyce, den er kurz zuvor noch persönlich kennengelernt hatte.
Von 1942 bis 1946 war er Präsident des Zürcher PEN-Clubs und er gründete 1946 die Schweizerisch-Britische Gesellschaft.

## Schriften (Auswahl)
- Justinus Kerner und der Okkultismus in der deutschen Romantik. Verlag der Münster-Presse, Horgen 1928 (Dissertation).
- Newspaper headlines. A study in linguistic method. Allen & Unwin, London 1935 (Habilitation).
- American literature in the twentieth century. Hutchinson’s University Library, London 1951.
- Phönix und Taube. Zur Interpretation von Shakespeares Gedankenwelt. Artemis, Zürich 1953.
- The quarrel about Cozzens or the vagaries of book reviewing (= English studies. 40). Z. Niehans, Amsterdam 1959.
- William Faulkner, Athenäum Verlag, Frankfurt a. M. 1968.